# Jessica Varley
Jessica Varley (11 de marzo de 1995) es una deportista británica que compite en pentatlón moderno.
Ganó una medalla de plata en el Campeonato Mundial de Pentatlón Moderno de 2022, en la prueba de relevo mixto. En los Juegos Europeos de Cracovia 2023 consiguió una medalla de bronce en la misma prueba.

## Medallero internacional
| Campeonato Mundial | Campeonato Mundial  | Campeonato Mundial | Campeonato Mundial |
| Año                | Lugar               | Medalla            | Competición        |
| ------------------ | ------------------- | ------------------ | ------------------ |
| 2022               | Alejandría (Egipto) | Medalla de plata   | Relevo mixto       |
| Juegos Europeos    |                     |                    |                    |
| Año                | Lugar               | Medalla            | Competición        |
| 2023               | Cracovia (Polonia)  | Medalla de bronce  | Relevo mixto       |